# Problemas lógicos
Problemas lógicos são os problemas matemáticos resolvidos através do uso de raciocínio lógico. Existem várias competições de lógica para pessoas de todas as idades, além de treinamentos na internet.